# Mario Antonio Romero
 Mario Antonio Romero  (sinh ngày 15 tháng 3 năm 1980) là một cầu thủ bóng đá người Argentina thi đấu ở vị trí tiền đạo.